# أمن بيئي
يفحص الأمن البيئي التهديدات التي تشكلها الأحداث والتوجهات البيئية للأفراد أو المجتمعات أو الأمم. ويركز على تأثير النزاعات البشرية والعلاقات الدولية على البيئة أو على كيفية عبور المشكلات البيئية حدود الدولة.

## بشكل عام
قيّم مشروع الألفية تعريفات الأمن البيئي وكوّن تعريفًا:
يُعرف الأمن البيئي على أنه تحقيق السلامة البيئية من أجل دعم الحياة، مع ثلاثة عناصر فرعية:
- منع أو إصلاح الأضرار البيئية المسببة من العمليات العسكرية.
- منع أو الاستجابة للصراعات الناجمة عن البيئة.
- حماية البيئة بسبب قيمتها المتأصلة.

يأخذ المشروع بعين الاعتبار قدرات الأفراد أو المجتمعات أو الأمم على مواجهة المخاطر البيئية أو التغييرات أو الصراعات أو الموارد الطبيعية المحدودة. على سبيل المثال: يمكن اعتبار التغيرات المناخية تهديدًا للأمن البيئي. يؤثر النشاط البشري على انبعاثات ثاني أكسيد الكربون، الأمر المؤثر على التغيرات المناخية والبيئية الإقليمية والعالمية، وبالتالي تغير الإنتاج الزراعي. يمكن أن يؤدي هذا إلى نقص الغذاء الذي سوف يؤدي بعد ذلك إلى مشاكل سياسية وتوترات عرقية واضطرابات مدنية.
الأمن البيئي مفهوم مهم في ثلاثة مجالات: العلاقات الدولية والتنمية الدولية والأمن البشري.
تهدف المشاريع في إطار التنمية الدولية إلى تحسين جوانب الأمن البيئي، على سبيل المثال: الأمن الغذائي أو الأمن المائي، ولكنها تهدف أيضًا إلى تحسين الجوانب المتصلة مثل أمن الطاقة، والتي اعتُرف بها الآن باعتبارها هدفًا للتنمية المستدامة على مستوى الأمم المتحدة. تُظهر الأهداف الإنمائية للألفية (إم-دي-جي7) بشأن الاستدامة البيئية الأولويات الدولية للأمن البيئي. يتعلق الهدف (7 بي) بأمن مصائد الأسماك التي يعتمد الكثير من الناس في الغذاء عليها. تُعد مصائد الأسماك مثالًا لمورد لا يمكن احتواؤه داخل حدود الدولة. يمثل النزاع أمام محكمة العدل الدولية بين شيلي وبيرو حول الحدود البحرية ومصائد الأسماك المرتبطة بها دراسة حالة للأمن البيئي.

## التاريخ
تعرّف مدرسة كوبنهاجن الكائن المرجعي للأمن البيئي على أنه البيئة، أو جزء استراتيجي منها.
يختلف التعريف التاريخي للأمن الدولي مع مرور الوقت. بعد الحرب العالمية الثانية، ركزت التعاريف عادة على موضوع الواقعية السياسية المتطورة خلال الحرب الباردة بين الولايات المتحدة والاتحاد السوفيتي.
مع هدوء التوترات بين القوى العظمى بعد انهيار الاتحاد السوفيتي، توسعت المناقشات الأكاديمية حول تعريفات الأمن بشكل كبير لتشمل مجموعة أوسع بكثير من تهديدات السلام، بما في ذلك -على وجه الخصوص- التهديدات البيئية المرتبطة بالآثار السياسية المترتبة على استخدام الموارد الطبيعية أو التلوث. بحلول منتصف الثمانينيات، أُطلق على هذا المجال من الدراسة مصطلح «الأمن البيئي». على الرغم من حدوث مجموعة واسعة من النقاشات الدلالية والأكاديمية حول الشروط، فمن المعترف به الآن على نطاق واسع لعب العوامل البيئية أدوارًا مباشرة وغير مباشرة في كل من النزاعات السياسية والصراعات العنيفة.
يُعرف الأمن البيئي أكاديميًا باعتباره العلاقة بين المخاوف الأمنية (مثل النزاع المسلح) والبيئة الطبيعية. إنه مجال صغير ولكنه سريع النمو، وأصبح مهمًا بشكل خاص من أجل أولئك الذين يدرسون ندرة الموارد والصراعات في العالم النامي. من أوائل الباحثين البارزين في هذا المجال: فيليكس دودز، ونورمان مايرز، وجيسيكا توكمان ماثيوز، ومايكل رينر، وريتشارد أولمان، وآرثر ويستنج، ومايكل كلير، وتوماس هومر ديكسون، وجيفري دابيلكو، وبيتر جليك، وريتا فلويد، وجوزيف روم.

### أصل المصطلح
وفقًا لجون بارنيت، برز الأمن البيئي باعتباره مفهومًا مهمًا في الدراسات الأمنية بسبب بعض التطورات المترابطة التي بدأت نحو عام 1960. كان التطور الأول هو المستوى المتزايد للوعي البيئي في ما يسمى بالبلدان المتقدمة. تسببت الأحداث المختلفة في نمو الحركة البيئية خلال تلك الفترة الزمنية. كان كتاب راشيل كارسون الشهير «الربيع الصامت» أحد المنشورات الاستثنائية في ذلك الوقت بالإضافة لإحداثه درجة أكبر من الوعي البيئي بين الناس العاديين من خلال تحذيرهم من الأخطار التي تهدد جميع النظم الطبيعية بما في ذلك الحيوانات والسلسلة الغذائية من سوء استخدام المبيدات الكيميائية مثل «دي دي تي». في حين ساهمت كارسون بلا شك في النقاش العام في ذلك الوقت، لم تكن من بين «الثوار الاجتماعيين» الأكثر تطرفًا الذين شجعوا أيضًا زيادة الوعي العام بالقضايا البيئية. علاوة على ذلك، أُسس أكبر عدد من المنظمات غير الحكومية البيئية المعروفة مثل الصندوق العالمي للطبيعة (1961)، وأصدقاء الأرض (1969)، ومنظمة السلام الأخضر (1971) خلال ذلك الوقت. يُعتبر الأمن المناخي امتدادًا للأمن البيئي.
التطور الثاني الملحوظ الذي أدى إلى ظهور مفهوم الأمن البيئي كان عدد العلماء الذين بدؤوا بانتقاد المفهوم التقليدي للأمن والمناقشات الأمنية السائدة في عملهم في فترة السبعينيات من خلال التأكيد على فشله في معالجة المشاكل البيئية على المستوى الأمني الوطني والدولي. كان ريتشارد فولك أول المعلقين الذي نشر كتابه «هذا الكوكب المهدد بالزوال» عام 1971، وهارولد ومارغريت سبروت اللذان كتبا «نحو سياسة كوكب الأرض» عام 1971. أكد هذان الباحثان في كتابهما أن مفهوم الأمن لم يعد من الممكن أن يركز فقط على القوة العسكرية، بل ينبغي على الدول اتخاذ قرارات جماعية ضد المشكلات البيئية الشائعة بسبب تشكيلها تهديدًا للرفاه الوطني وبالتالي الاستقرار الدولي. ظلت هذه الأفكار الرئيسية حول الترابط البيئي بين الدول والتهديد الأمني المشترك المواضيع الرئيسية لدراسات الأمن البيئي. ومع ذلك، لم يحدث خروج جذري عن الخطاب الأمني المهيمن حتى نشر ريتشارد أولمان مقالة أكاديمية بعنوان «إعادة تعريف الأمن» عام 1983. قدم أولمان التعريف التالي لتهديد الأمن القومي باعتباره «فعلًا أو تسلسلًا للأحداث التي: (1) تهدد بشكل كبير وعلى مدار فترة زمنية قصيرة نسبيًا تدهور نوعية الحياة لسكان الدولة، أو (2) تهدد بشكل كبير من أجل تضييق نطاق خيارات السياسة المتاحة للحكومات أو للجهات غير الحكومية الخاصة داخل الدولة». ربط علماء آخرون مهمون أيضًا قضية الأمن من خلال التركيز على دور التدهور البيئي في التسبب بالنزاعات العنيفة. بينما اعترف آخرون بأهمية المشكلات البيئية، جادلوا أن وصفها بـ «الأمن البيئي» كان إشكالية وتخلوا عن الدقة التحليلية من أجل القوة المعيارية والعاطفية.

## التغير البيئي والأمن
يوجد اتفاق كبير على إمكانية التدهور البيئي والتغير المناخي في زعزعة الأمن إذ يمكن أن يشير مصطلح «الأمن» إلى مجموعة واسعة من الأمور التي تشمل الأمن الوطني والدولي والبشري. يُعد هذا الأخير الأكثر هشاشة إذ يمكن المساس به من أجل حماية الأمن القومي أو الدولي. على الرغم من إمكانية التدهور البيئي وتغير المناخ المساهمة في حاجة البلدان للتعاون، لكن بإمكانه المساهمة في النزاع بشكل غير مباشر. علاوة على ذلك، يمكن أن يضعف الأمن القومي للدولة بعدد كبير من الطرق. يمكن أن يقوض التغير البيئي الازدهار الاقتصادي الذي يلعب دورًا كبيرًا في القدرة العسكرية للبلاد وقوتها المادية. في بعض البلدان المتقدمة -وفي معظم البلدان النامية- تميل الموارد الطبيعية والخدمات البيئية إلى أن تكون من العوامل المهمة للنمو الاقتصادي ومعدل العمالة. يمكن أن يتأثر كل من الدخل والعمالة في القطاعات الأولية مثل الزراعة والحراجة وصيد الأسماك والتعدين، والخدمات المعتمدة على البيئة مثل السياحة سلبًا بالتغيرات البيئية. في حال تآكل قاعدة رأس المال الطبيعي للاقتصاد، ستتراجع القدرة طويلة الأجل لقواتها المسلحة تلقائيًا. علاوة على ذلك، يمكن للتغيرات الطارئة على الظروف البيئية تعريض الناس للتهديدات الصحية، بالإضافة لإمكانية تقويض رأس المال البشري ورفاهيته التي تعد من العوامل الأساسية للتنمية الاقتصادية واستقرار المجتمع البشري.
يمكن أن يكون لتغير المناخ أيضًا -من خلال الأحداث المناخية القاسية- تأثير مباشر على الأمن القومي من خلال تدمير البنى التحتية الحيوية مثل القواعد العسكرية والساحات البحرية وأماكن التدريب، ما يهدد موارد الدفاع الوطني الأساسية بشدة.